# Jakten på lycka
Jakten på lycka (originaltitel: The Pursuit of Happyness) är en amerikansk film från 2006 med Will Smith och hans son Jaden Smith i huvudrollerna.

## Handling
Filmen är baserad på verkliga händelser i Chris Gardners liv. Gardner är en familjeman som kämpar för att få ett lyckligt liv. Han försöker att få ett jobb på börsen för att nå sina mål men hans liv blir mer och mer komplicerat ju längre handlingen fortskrider.

## Rollista
- Will Smith – Chris Gardner
- Jaden Christopher Syre Smith – Christopher Gardner Jr.
- Thandie Newton – Linda Gardner
- Brian Howe – Jay
- Dan Castellaneta – Alan Frakesh
- James Karen – Martin Frohm
- Kurt Fuller – Walter Ribbon
- Takayo Fischer – Mrs. Chu

## Musik
Filmens musik komponerades av Andrea Guerra och släpptes som CD av det amerikanska skivmärket Varèse Sarabande.
| Nr           | Titel                   | Längd |
| ------------ | ----------------------- | ----- |
| 1.           | Opening                 | 3:09  |
| 2.           | Being Stupid            | 1:39  |
| 3.           | Running                 | 1:30  |
| 4.           | Trouble at Home         | 1:30  |
| 5.           | Rubiks Cube Taxi        | 1:53  |
| 6.           | Park Chase              | 2:29  |
| 7.           | Linda Leaves            | 4:02  |
| 8.           | Night at Police Station | 1:36  |
| 9.           | Possibly                | 1:45  |
| 10.          | Where's My Shoe         | 4:20  |
| 11.          | To the Game/Touchdown   | 1:37  |
| 12.          | Locked Out              | 2:20  |
| 13.          | Dinosaurs               | 2:40  |
| 14.          | Homeless                | 1:55  |
| 15.          | Happyness               | 3:50  |
| 16.          | Welcome Chris           | 3:45  |
| Total längd: | Total längd:            | 40:00 |

I filmen förekommer även "Higher Ground" och "Jesus Children of America", båda framförda av Stevie Wonder.

## Mottagande
Filmen mottogs av blandade recensioner av filmkritiker i Sverige, Aftonbladets recensent Karolina Fjellborg gav filmen fyra plus av fem. Expressens recensent Mats Bråstedt gav filmen två getingar av fem i betyg. På webbplatsen Kritiker.se har filmen 2,9 i snittbetyg.